# Gazdag Dániel
Gazdag Dániel (Nyíregyháza, 1996. március 2. –) magyar válogatott labdarúgó, az amerikai Columbus Crew középpályása.

## Pályafutása

### Klubcsapatokban

#### Budapest Honvéd
A Budapest Honvéd utánpótlásában nevelkedő Gazdag a 2014-2015-ös szezonban mutatkozott be a magyar élvonalban. Első idényében tizenkét bajnoki találkozón kapott játéklehetőséget. 2015 júniusában szerződését 2019 nyaráig meghosszabbította a klubbal. Az ezt követő időszakban alapembere lett a Marco Rossi vezette kispesti csapatnak, amellyel a 2016–17-es szezonban bajnoki címet nyert. A középpályás teljesítményével több klub figyelmét felkeltette, 2016 telén szerződtette volna a Videoton, Rossi pedig úgy nyilatkozott, Gazdag az olasz élvonalban is megállná a helyét. Az ezt követő szezonokban is alapembere volt a Honvédnak, bemutatkozott a nemzetközi kupaporondon, és meghívót kapott a magyar válogatottba is. A 2017–18-as szezonban a legjobb fiatal játékosnak választották a Hivatásos Labdarúgók Szervezetének díjátadóján. 2019 nyarán újabb három évvel meghosszabbította szerződését a klubbal. Többször is látványos góljaival hívta fel magára a figyelmet; a 2019-2020-as bajnokság 11. fordulójában látványos gólt szerzett a Puskás Akadémia elleni találkozón, majd a bajnokság hajrájában a Kaposvár elleni hazai 4–2-es győzelem alkalmával 20 méterről emelt a vendégcsapat kapijába. Utóbbi gólját szinte lemásolta a következő bajnokságban, a DVTK elleni hazai 4–2-es győzelem alkalmával.
2021. április 3-án az Újpest elleni 2–2-re végződő bajnoki mérkőzésen 46 másodpercen belül 2 gólt szerzett.

#### Philadelphia Union
A 2020–2021-es szezont követően az észak-amerikai bajnokságban (MLS) szereplő Philadelphia Union csapatához igazolt. Sajtóhírek szerint az amerikai klub több mint 500 millió forintot, másfél millió eurót fizetett a játékjogáért, míg a Honvéd vezetősége a hivatalos sajtónyilatkozatban annyit ismert el, Gazdag lett a klub történetének második legdrágább labdarúgója Détári Lajos után.
A 2021 májusában tartott RangAdó díjátadó gálán őt választották a 2020–2021-es szezon legjobb játékosának az NB I-ben, a DVTK ellen szerzett gólját pedig az idény legszebb góljának szavazták meg a szurkolók.
Az MLS-ben 2021. május 23-án mutatkozott be, csereként állt be a 67. percben a D.C. United ellen 1–0-ra megnyert bajnokin. Július 18-án, ugyancsak a DC United ellen gólpasszt adott csapata 2–1-es győzelme során. Augusztus 5-én megszerezte első gólját az MLS-ben, a Toronto FC elleni, 3–0-ra megnyert bajnokin. Október 21-én előbb 16 méterről lőtt a kapuba, majd fejjel is eredményes tudott lenni a Minnesota United ellen 3–2-re elvesztett bajnoki mérkőzésen. November 1-jén a Cincinnati ellen a 11. percében Olivier Mbaizo lövése talált a kapuba, de a visszajátszásokból kiderült, hogy Gazdag hozzáért a labdához, így végül őt könyvelték el gólszerzőnek a 2–0-ra megnyert találkozón. Az MLS rájátszásában a Keleti főcsoport elődöntőjében gólt szerzett a Nashville SC ellen, csapata pedig büntetőpaárbajt követően jutott tovább. December 5-én a főcsoportdöntőben a Philadelphia a New York Citytől kapott ki, Gazdag végigjátszotta a mérkőzést.
A 2022-es szezonban a 2. fordulóban Montréal ellen az 56. percben hat méterről lőtt a kapuba. Március 13-án a 3. fordulóban a San Jose Earthquakes ellen 2–0-ra megnyert mérkőzésen az 56. percben büntetőből volt eredményes. Március 19-én a New York City ellen is eredményes tudott lenni. Április 3-án a Charlotte ellen ötödik bajnoki mérkőzésen a negyedik gólját szerezte meg a 2022-es szezonban. Május 8-án a Los Angeles ellen a 9. percben volt eredményes a 2–2-re végződő alapszakasz mérkőzésen. A következő fordulóban a New York Red Bulls elleni döntetlennel végződő mérkőzésen 11 méterről volt eredményes. Május 22-én a Portland Timbers ellen 2–0-ra megnyert bajnoki találkozó 5. percében szerzett gólt.
Július 14-én az Inter Miami ellen a 26. percben tizenegyesből volt eredményes a 2–1-re megnyert mérkőzésen. Három nappal később a New England Revolution ellen az általa kiharcolt tizenegyesből szerezte meg a találkozó győztes gólját. Július 24-én a 39. percben szerzett góljával nyertek az Orlando City csapata ellen. Egy héttel később a Houston Dynamo ellen az első gólt szerezte meg a 6–0-ra megnyert bajnoki találkozón. Augusztus 14-én a Chicago Fire ellen 4–1-re megnyert mérkőzésen a 16. percben szerezte meg a vezetést csapatának. Egy héttel később a D.C. United ellen tizenegyesből volt eredményes, valamint gólpasszt adott Julián Carranzának. Augusztus 28-án a Colorado Rapids ellen 6–0-ra megnyert mérkőzésen mesterhármast ért el. A 9. percben megszerezte klubjának a vezetést, a 20. percben saját maga által kiharcolt büntetőt lőtte be a kapuba, majd a 83. percben újabb büntetőt értékesített. Nikolics Nemanja és Németh Krisztián után ő lett a harmadik magyar labdarúgó, aki egy mérkőzésen három gólt szerzett az MLS-ben.
Szeptember 1-jén az Atlanta United elleni 4–1-es győzelmet hozó mérkőzésen megszerezte a szezonbeli 17. gólját, amivel megdöntötte az alapszakaszban lőtt gólok rekordját klubjánál. Három nappal később a New York Red Bulls ellen 2–0-ra megnyert mérkőzésen a 72. percben ballal 12 méterről a kapu bal alsó sarkába lőtte a labdát. Szeptember 11-én az Orlando City ellen az 55. percben talált be büntetőből, majd kiosztott egy gólpasszt is az 5–1-re megnyert alapszakasz találkozón. Október 9-én a Toronto csapata ellen ismét mesterhármast szerzett, valamint gólpasszt is jegyzett. A győzelemmel a Keleti főcsoport győzteseként jutottak be a rájátszásba. Klubjában ő az első, aki egy idényen belül az alapszakaszban, góljai és gólpasszainak száma két számjegyű, valamint az MLS történetében a hatodik játékos akinek ez sikerül. Október 31-én gólt lőtt az észak-amerikai profi labdarúgóliga elődöntőjében a New York City ellen 3–1-re megnyert mérkőzésen. A döntőben a Los Angeles ellen újra gólt szerzett, de a mérkőzés a hosszabbítás után 3–3-ra végződött, tizenegyesek döntöttek, amelyben a Los Angeles bizonyult jobbnak.

#### Columbus Crew
2025. április 11-én jelentette be a Columbus Crew, hogy a 2025-ös év végéig kötelezte el magát, de egy további évre szóló opció is van a megállapodásban.

### A válogatottban
2018 májusában Georges Leekens szövetségi kapitány meghívta őt a magyar válogatott júniusi Fehéroroszország és Ausztrália elleni mérkőzéseire készülő keretébe. 2019. szeptember 5-én mutatkozott be a Montenegró elleni barátságos mérkőzésen a nemzeti csapatban.
2021. március 31-én Andorra la Vella Nemzeti Stadionjában szerezte első gólját a válogatottban a 4–1-re megnyert világbajnoki selejtező mérkőzésen.
2021. június 1-jén Marco Rossi szövetségi kapitány nevezte őt a magyar válogatott Európa-bajnokságra készülő 26 fős keretébe. A kontinenstornán sérülés miatt nem lépett pályára, a csoportkör első fordulóját követően visszatért klubcsapatához.
2021 novemberében a San Marino és a Lengyelország elleni világbajnoki selejtezők során is gólt szerzett.
2022. június 14-én az Anglia ellen 4–0-ra megnyert Nemzetek Ligája mérkőzésen – az 55. percben csereként beállva – a 89. percben gólt szerzett.

## Statisztika

### Klubcsapatokban
2025. augusztus 16-i állapot szerint.
| Klub               | Liga           | Bajnokság      | Bajnokság | Bajnokság | Kupa  | Kupa  | Ligakupa | Ligakupa | Nemzetközi | Nemzetközi | Egyéb | Egyéb | Összesen | Összesen |
| Klub               | Liga           | Szezon         | Mérk.     | Gólok     | Mérk. | Gólok | Mérk.    | Gólok    | Mérk.      | Gólok      | Mérk. | Gólok | Mérk.    | Gólok    |
| ------------------ | -------------- | -------------- | --------- | --------- | ----- | ----- | -------- | -------- | ---------- | ---------- | ----- | ----- | -------- | -------- |
| Budapest Honvéd II | NB III         | 2013–14        | 7         | 0         | —     | —     | —        | —        | —          | —          | —     | —     | 7        | 0        |
| Budapest Honvéd II | NB III         | 2014–15        | 9         | 1         | —     | —     | —        | —        | —          | —          | —     | —     | 9        | 1        |
| Budapest Honvéd II | NB III         | 2015–16        | 10        | 0         | —     | —     | —        | —        | —          | —          | —     | —     | 10       | 0        |
| Budapest Honvéd II | Összesen       | Összesen       | 26        | 1         | —     | —     | —        | —        | —          | —          | —     | —     | 26       | 1        |
| Budapest Honvéd    | NB I           | 2014–15        | 12        | 0         | 1     | 1     | 9        | 1        | —          | —          | —     | —     | 22       | 2        |
| Budapest Honvéd    | NB I           | 2015–16        | 24        | 0         | 2     | 0     | —        | —        | —          | —          | —     | —     | 26       | 0        |
| Budapest Honvéd    | NB I           | 2016–17        | 32        | 0         | 2     | 0     | —        | —        | —          | —          | —     | —     | 34       | 0        |
| Budapest Honvéd    | NB I           | 2017–18        | 27        | 2         | 7     | 2     | —        | —        | 2          | 0          | —     | —     | 36       | 4        |
| Budapest Honvéd    | NB I           | 2018–19        | 26        | 1         | 6     | 0     | —        | —        | 3          | 0          | —     | —     | 35       | 1        |
| Budapest Honvéd    | NB I           | 2019–20        | 24        | 5         | 8     | 1     | —        | —        | 3          | 1          | —     | —     | 35       | 7        |
| Budapest Honvéd    | NB I           | 2020–21        | 30        | 13        | 2     | 5     | —        | —        | 2          | 0          | —     | —     | 34       | 18       |
| Budapest Honvéd    | Összesen       | Összesen       | 175       | 21        | 28    | 9     | 9        | 1        | 10         | 1          | —     | —     | 222      | 32       |
| Philadelphia Union | MLS            | 2021           | 26        | 5         | —     | —     | —        | —        | 2          | 0          | —     | —     | 28       | 5        |
| Philadelphia Union | MLS            | 2022           | 37        | 24        | 1     | 0     | —        | —        | —          | —          | —     | —     | 38       | 24       |
| Philadelphia Union | MLS            | 2023           | 35        | 15        | 1     | 0     | —        | —        | 12         | 7          | —     | —     | 48       | 22       |
| Philadelphia Union | MLS            | 2024           | 30        | 17        | —     | —     | —        | —        | 11         | 2          | —     | —     | 41       | 19       |
| Philadelphia Union | MLS            | 2025           | 6         | 2         | —     | —     | —        | —        | —          | —          | —     | —     | 6        | 2        |
| Philadelphia Union | Összesen       | Összesen       | 134       | 63        | 2     | 0     | —        | —        | 25         | 9          | —     | —     | 161      | 72       |
| Columbus Crew      | MLS            | 2025           | 18        | 1         | —     | —     | —        | —        | 3          | 0          | —     | —     | 21       | 1        |
| Teljes karrier     | Teljes karrier | Teljes karrier | 353       | 86        | 30    | 9     | 9        | 1        | 38         | 10         | —     | —     | 430      | 106      |

1. ↑  Magában foglalja a magyar, illetve az amerikai kupában való pályára lépéseit.
2. ↑  Magában foglalja a magyar ligakupában való pályára lépéseit.

### A válogatottban
| Magyarország | Magyarország | Magyarország |
| Év           | Mérk.        | Gólok        |
| ------------ | ------------ | ------------ |
| 2019         | 1            | 0            |
| 2020         | 3            | 0            |
| 2021         | 7            | 3            |
| 2022         | 7            | 1            |
| 2023         | 5            | 0            |
| 2024         | 4            | 0            |
| 2025         | 3            | 0            |
| Összesen     | 30           | 4            |

### Mérkőzései a válogatottban
| Magyarország | Magyarország         | Magyarország                            | Magyarország        | Magyarország | Magyarország | Magyarország    | Magyarország | Magyarország |
| #            | Dátum                | Helyszín                                | Hazai               | Eredmény     | Vendég       | Kiírás          | Gólok        | Esemény      |
| ------------ | -------------------- | --------------------------------------- | ------------------- | ------------ | ------------ | --------------- | ------------ | ------------ |
| 1.           | 2019. szeptember 5.  | Podgorica, Podgoricai Stadion           | Montenegró          | 2 – 1        | Magyarország | barátságos      | -            | 46'          |
| 2.           | 2020. október 8.     | Szófia, Vaszil Levszki Nemzeti Stadion  | Bulgária            | 1 – 3        | Magyarország | Eb-selejtező    | -            | 82'          |
| 3.           | 2020. október 11.    | Belgrád, Rajko Mitić Stadion            | Szerbia             | 0 – 1        | Magyarország | Nemzetek Ligája | -            | 36' 76'      |
| 4.           | 2020. október 14.    | Moszkva, VTB Aréna                      | Oroszország         | 0 – 0        | Magyarország | Nemzetek Ligája | -            | 46'          |
| 5.           | 2021. március 28.    | Serravalle, Stadio Olimpico             | San Marino          | 0 – 3        | Magyarország | vb-selejtező    | -            | 62'          |
| 6.           | 2021. március 31.    | Andorra la Vella, Estadi Nacional       | Andorra             | 1 – 4        | Magyarország | vb-selejtező    | 1            | 29' 51'      |
| 7.           | 2021. szeptember 2.  | Budapest, Puskás Aréna                  | Magyarország        | 0 – 4        | Anglia       | vb-selejtező    | -            | 82'          |
| 8.           | 2021. szeptember 5.  | Elbasan, Elbasan Aréna                  | Albánia             | 1 – 0        | Magyarország | vb-selejtező    | -            | 67'          |
| 9.           | 2021. szeptember 8.  | Budapest, Puskás Aréna                  | Magyarország        | 2 – 1        | Andorra      | vb-selejtező    | -            | 65'          |
| 10.          | 2021. november 12.   | Budapest, Puskás Aréna                  | Magyarország        | 4 – 0        | San Marino   | vb-selejtező    | 1            | 73' 22'      |
| 11.          | 2021. november 15.   | Varsó, Nemzeti Stadion                  | Lengyelország       | 1 – 2        | Magyarország | vb-selejtező    | 1            | 58' 74' 80'  |
| 12.          | 2022. március 24.    | Budapest, Puskás Aréna                  | Magyarország        | 0 – 1        | Szerbia      | barátságos      | -            | 59' 87'      |
| 13.          | 2022. március 29.    | Belfast, Windsor Park                   | Észak-Írország      | 0 – 1        | Magyarország | barátságos      | -            | 72'          |
| 14.          | 2022. június 11.     | Budapest, Puskás Aréna                  | Magyarország        | 1 – 1        | Németország  | Nemzetek Ligája | -            | 76'          |
| 15.          | 2022. június 14.     | Wolverhampton, Molineux Stadion         | Anglia              | 0 – 4        | Magyarország | Nemzetek Ligája | 1            | 55' 89'      |
| 16.          | 2022. szeptember 23. | Lipcse, Red Bull Arena                  | Németország         | 0 – 1        | Magyarország | Nemzetek Ligája | -            | 67'          |
| 17.          | 2022. szeptember 26. | Budapest, Puskás Aréna                  | Magyarország        | 0 – 2        | Olaszország  | Nemzetek Ligája | -            | 57'          |
| 18.          | 2022. november 17.   | Luxembourg, Stade de Luxembourg         | Luxemburg           | 2 – 2        | Magyarország | barátságos      | -            | 58'          |
| 19.          | 2023. március 23.    | Budapest, Puskás Aréna                  | Magyarország        | 1 – 0        | Észtország   | barátságos      | -            | 60'          |
| 20.          | 2023. június 20.     | Budapest, Puskás Aréna                  | Magyarország        | 2 – 0        | Litvánia     | Eb-selejtező    | -            | 79'          |
| 21.          | 2023. október 17.    | Kaunas, S. Darius és S. Girėnas Stadion | Litvánia            | 2 – 2        | Magyarország | Eb-selejtező    | -            | 46'          |
| 22.          | 2023. november 16.   | Szófia, Vaszil Levszki Nemzeti Stadion  | Bulgária            | 2 – 2        | Magyarország | Eb-selejtező    | -            | 81'          |
| 23.          | 2023. november 19.   | Budapest, Puskás Aréna                  | Magyarország        | 3 – 1        | Montenegró   | Eb-selejtező    | -            | 35' 46'      |
| 24.          | 2024. március 26.    | Budapest, Puskás Aréna                  | Magyarország        | 2 – 0        | Koszovó      | barátságos      | -            | 46'          |
| 25.          | 2024. június 8.      | Debrecen, Nagyerdei stadion             | Magyarország        | 3 – 0        | Izrael       | barátságos      | -            | 46'          |
| 26.          | 2024. június 19.     | Stuttgart, MHPArena                     | Németország         | 2 – 0        | Magyarország | Eb-csoportkör   | -            | 87'          |
| 27.          | 2024. október 14.    | Zenica, Bilino Polje Stadion            | Bosznia-Hercegovina | 0 – 2        | Magyarország | Nemzetek Ligája | -            | 68'          |
| 28.          | 2025. március 20.    | Isztambul, Rams Park                    | Törökország         | 3 – 1        | Magyarország | Nemzetek Ligája | -            | 90+2'        |
| 29.          | 2025. március 23.    | Budapest, Puskás Aréna                  | Magyarország        | 0 – 3        | Törökország  | Nemzetek Ligája | -            | 60'          |
| 30.          | 2025. június 6.      | Budapest, Puskás Aréna                  | Magyarország        | 0 – 2        | Svédország   | barátságos      | -            | 61'          |
|              | Összesen             |                                         |                     | 30           | mérkőzés     |                 | 4            | gól          |

## Sikerei, díjai

### Klubcsapatokban
Budapest Honvéd
- NB I: 2016–17
- Magyar kupagyőztes: 2019–20

 Philadelphia Union
- MLS – Keleti főcsoport: 2022

### Egyéni
- MLSZ Rangadó Díj: Az év gólja: 2017–18,[49] 2020–21
- Az NB I legjobb játékosa a 2020–21-es szezonban
- Az év legjobb 21 éven aluli játékosa az NB I-ben a 2017–18-as szezonban a HLSZ szavazásán[50]